# 比格尔海峡

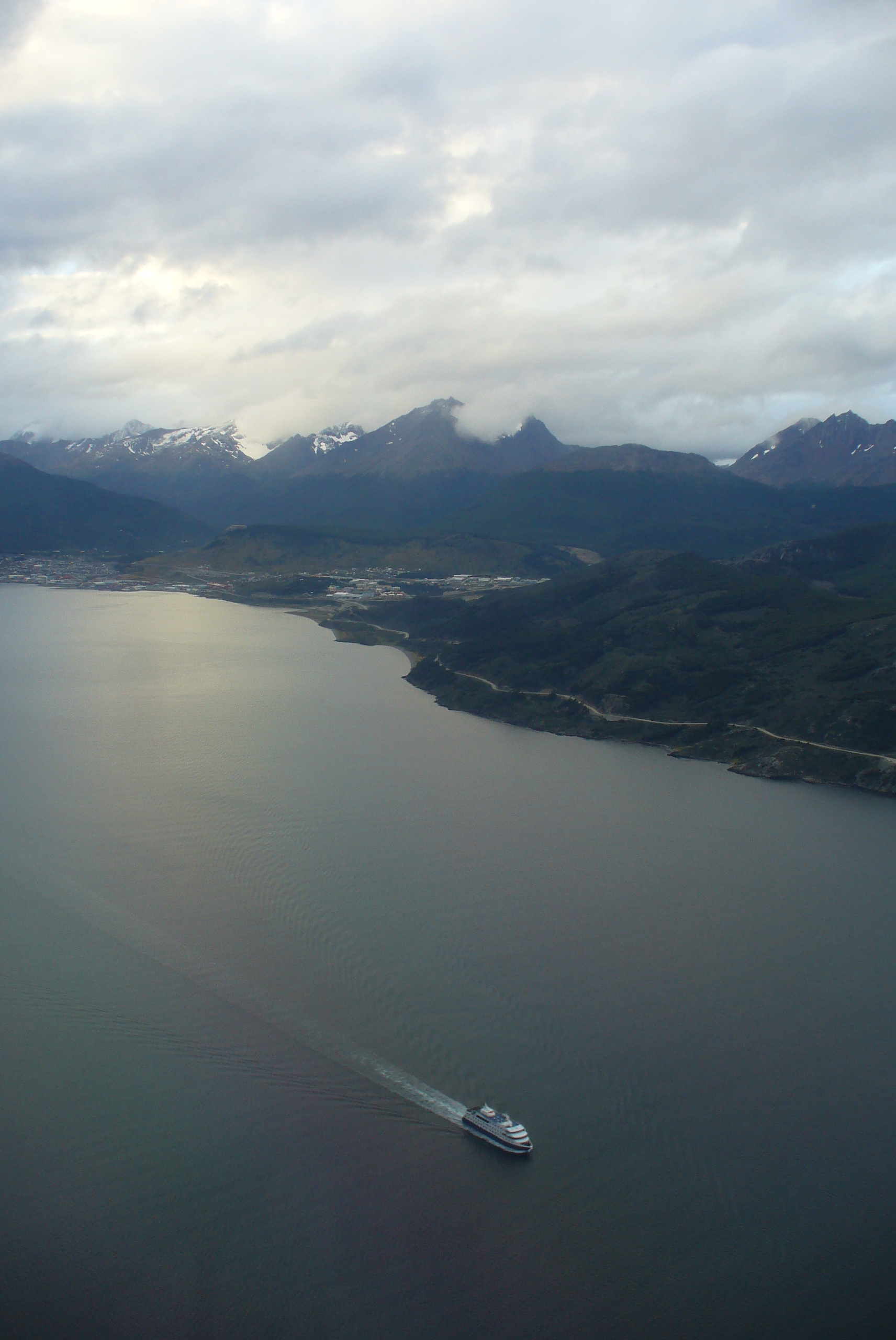
比格尔海峡

比格爾海峽（西班牙語：Canal Beagle）位于南美洲南端智利火地岛烏斯懷亞的西南方，是一條從東部的大西洋，跨过阿根廷、智利兩國到西部太平洋的水道，全長三百二十公里，最寬處約十公里，最狹窄處只有一公里。比格爾海峽景色優美，海浪不大，海峽中凸出的幾個小島，是企鵝、海獅、海狗和各種鳥類的棲息與繁殖之地，智利和阿根廷对此有领土争议。
比格爾海峽是以小獵犬號帆船的名字命名的。1826年至1830年间，小猎犬号被派往南美洲进行其第一次水文调查和探险时，发现此海峡。生物学家达尔文参加了小猎犬号的第二次探险，也经过此海峡。